# Indianapolis 500 in 1973
De 57e Indianapolis 500 werd gereden op maandag 28, dinsdag 29 en woensdag 30 mei 1973 op de Indianapolis Motor Speedway. Amerikaans coureur Gordon Johncock won de race. De race die over drie dagen gehouden werd wegens het aanhoudende regenweer, werd overschaduwd door een aantal ernstige ongelukken.

## Startgrid
Johnny Rutherford won de poleposition. Amerikaans coureur Art Pollard kwam tijdens de kwalificatieritten van 12 mei om het leven.
| Rij | Binnen            | Midden            | Buiten          |
| --- | ----------------- | ----------------- | --------------- |
| 1   | Johnny Rutherford | Bobby Unser       | Mark Donohue    |
| 2   | Swede Savage      | Gary Bettenhausen | Mario Andretti  |
| 3   | Steve Krisiloff   | Al Unser          | Jimmy Caruthers |
| 4   | Peter Revson      | Gordon Johncock   | Bobby Allison   |
| 5   | Graham McRae      | Roger McCluskey   | Lloyd Ruby      |
| 6   | Bill Vukovich II  | Salt Walther      | Jerry Grant     |
| 7   | Mel Kenyon        | Wally Dallenbach  | Mike Mosley     |
| 8   | David Hobbs       | A.J. Foyt         | John Martin     |
| 9   | Lee Kunzman       | Mike Hiss         | Dick Simon      |
| 10  | Jerry Karl        | Joe Leonard       | George Snider   |
| 11  | Bob Harkey        | Sammy Sessions    | Jim McElreath   |

## Race
De race startte op maandag met vertraging door het regenweer en bij de start was er meteen een ongeval waarbij elf wagens betrokken waren en waarbij elf toeschouwers gewond raakten. Daarna begon het te regenen en werd de race uitgesteld. De volgende dag werd er opnieuw gestart, maar tijdens de opwarmronde begon het opnieuw te regenen, waardoor de race weer niet van start kon gaan. Het bleef die dag verder regenen en de race werd opnieuw verschoven naar de volgende dag.
Op woensdag kon de race eindelijk van start gaan. Tijdens ronde 55 maakte de Amerikaan Swede Savage een pitstop. Hij liet zijn rechter achterband vervangen en zijn benzinetank voltanken. Twee ronden later reed hij tegen de buitenmuur van het circuit en werd met hoge snelheid tegen de binnenmuur gekatapulteerd, waardoor zijn wagen vuur vatte. Hij werd overgebracht naar het ziekenhuis, waar hij een maand later overleed. Meteen nadat het ongeluk had plaatsgevonden renden enkele mecaniciens naar de plek van het ongeluk. Een van hen werd aangereden door een brandweerwagen en stierf ter plaatse.
Na de herstart nam A.J. Foyt, die uitgevallen was met zijn eigen wagen, de plaats in van George Snider maar gaf een tweede keer  op met mechanische problemen. Vanaf de 73e ronde reed Gordon Johncock aan de leiding. In de 129e ronde begon het weerom te regenen en vier ronden later werd de race vroegtijdig beëindigd en Johncock won de race.
| #                                                                                 | Coureur           | Auto                 | Ronden | Opgave     |
| --------------------------------------------------------------------------------- | ----------------- | -------------------- | ------ | ---------- |
| 1                                                                                 | Gordon Johncock   | Eagle-Offenhauser    | 133    |            |
| 2                                                                                 | Bill Vukovich II  | Eagle-Offenhauser    | 133    |            |
| 3                                                                                 | Roger McCluskey   | McLaren-Offenhauser  | 131    |            |
| 4                                                                                 | Mel Kenyon        | Eagle-Foyt           | 131    |            |
| 5                                                                                 | Gary Bettenhausen | McLaren-Offenhauser  | 130    |            |
| 6                                                                                 | Steve Krisiloff   | Kingfish-Offenhauser | 129    |            |
| 7                                                                                 | Lee Kunzman       | Eagle-Offenhauser    | 127    |            |
| 8                                                                                 | John Martin       | McLaren-Offenhauser  | 124    |            |
| 9                                                                                 | Johnny Rutherford | McLaren-Offenhauser  | 124    |            |
| 10                                                                                | Mike Mosley       | Eagle-Offenhauser    | 120    | Mechanisch |
| 11                                                                                | David Hobbs       | Eagle-Offenhauser    | 107    |            |
| 12                                                                                | George Snider     | Coyote-Foyt          | 101    | Mechanisch |
| 13                                                                                | Bobby Unser       | Eagle-Offenhauser    | 100    | Mechanisch |
| 14                                                                                | Dick Simon        | Eagle-Foyt           | 100    | Mechanisch |
| 15                                                                                | Mark Donohue      | Eagle-Offenhauser    | 92     | Mechanisch |
| 16                                                                                | Graham McRae (R)  | Eagle-Offenhauser    | 91     | Mechanisch |
| 17                                                                                | Mike Hiss         | Eagle-Offenhauser    | 91     | Mechanisch |
| 18                                                                                | Joe Leonard       | Parnelli-Offenhauser | 91     | Mechanisch |
| 19                                                                                | Jerry Grant       | Eagle-Offenhauser    | 77     | Mechanisch |
| 20                                                                                | Al Unser          | Parnelli-Offenhauser | 75     | Mechanisch |
| 21                                                                                | Jimmy Caruthers   | Eagle-Offenhauser    | 73     | Mechanisch |
| 22                                                                                | Swede Savage      | Eagle-Offenhauser    | 57     | Ongeval    |
| 23                                                                                | Jim McElreath     | Eagle-Offenhauser    | 54     | Mechanisch |
| 24                                                                                | Wally Dallenbach  | Eagle-Offenhauser    | 48     | Mechanisch |
| 25                                                                                | A.J. Foyt         | Coyote-Foyt          | 37     | Mechanisch |
| 26                                                                                | Jerry Karl (R)    | Eagle-Chevrolet      | 22     |            |
| 27                                                                                | Lloyd Ruby        | Eagle-Offenhauser    | 21     | Mechanisch |
| 28                                                                                | Sammy Sessions    | Eagle-Foyt           | 17     | Mechanisch |
| 29                                                                                | Bob Harkey        | Eagle-Foyt           | 12     | Mechanisch |
| 30                                                                                | Mario Andretti    | Parnelli-Offenhauser | 4      | Mechanisch |
| 31                                                                                | Peter Revson      | McLaren-Offenhauser  | 3      | Ongeval    |
| 32                                                                                | Bobby Allison (R) | McLaren-Offenhauser  | 2      | Mechanisch |
| 33                                                                                | Salt Walther      | McLaren-Offenhauser  | 0      | Ongeval    |
| Gemiddelde snelheid : 255,987 km/h - Snelste Ronde : Roger McCluskey, 300,81 km/h |                   |                      |        |            |